# 13 Dywizjon Artylerii Przeciwpancernej

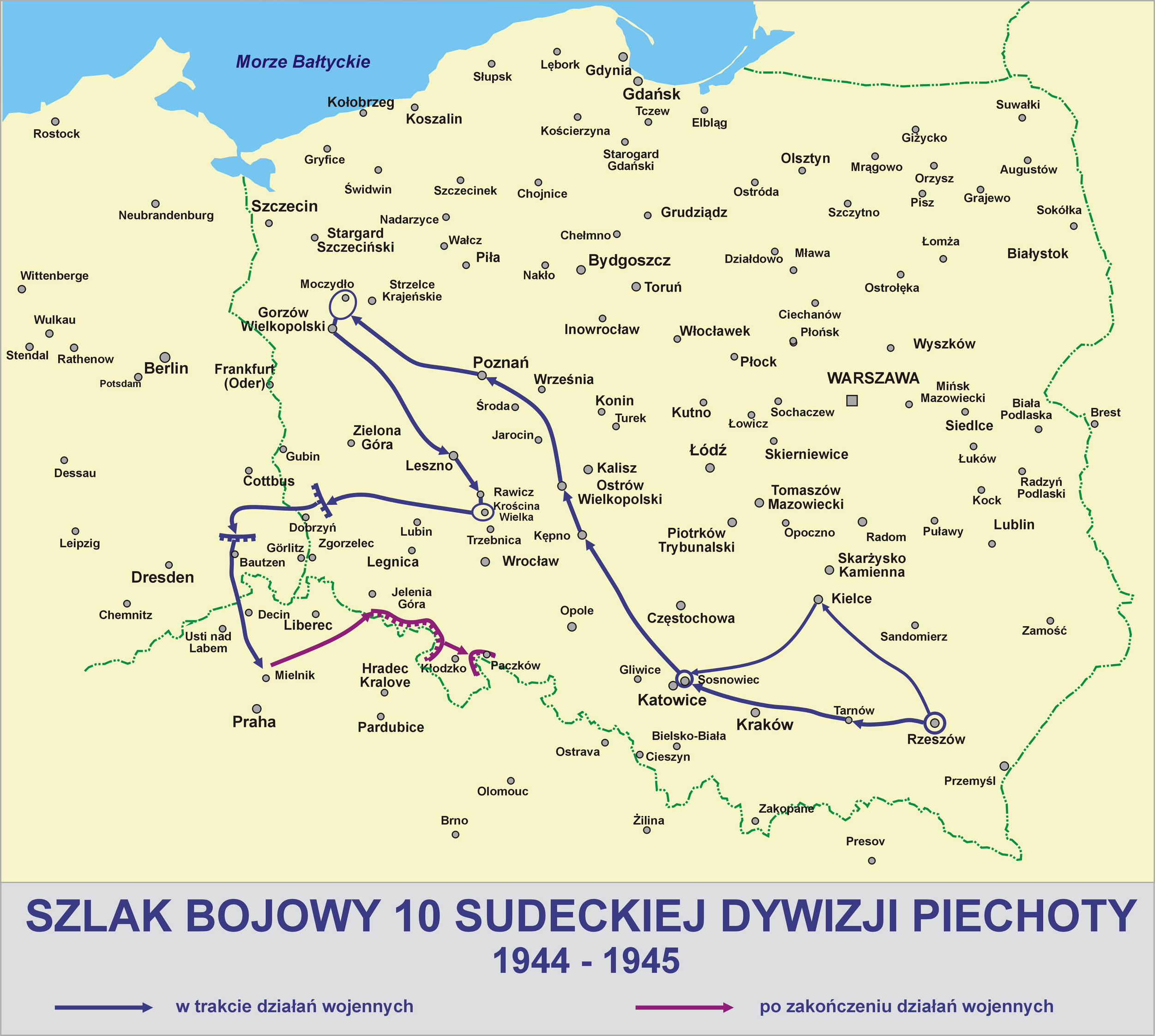
Dywizjon walczył w składzie dywizji

13 samodzielny dywizjon artylerii przeciwpancernej (13 dappanc) – pododdział artylerii przeciwpancernej ludowego Wojska Polskiego

## Formowanie i zmiany organizacyjne
Zgodnie z rozkazem Naczelnego Dowódcy WP Nr 41 z 6 października 1944 w składzie 10 Dywizji Piechoty zamierzano sformować 13 samodzielny dywizjon artylerii samochodowej (13 sdas) według etatu Nr 04/568 (ros. 13-й отдельный самоходный артиллерийский дивизион). Dywizjon miał być organizowany w garnizonie Rzeszów. Jednostka otrzymała pięciocyfrowy numer poczty polowej 83748. 10 lutego 1945 stan ewidencyjny dywizjonu liczył pięciu oficerów. Z powodu braku wyszkolonego personelu i dział pancernych SU-76 Naczelny Dowódca WP rozkazem Nr 39/Org. z 28 lutego 1945 nakazał przeformować jednostkę w 13 samodzielny dywizjon artylerii przeciwpancernej według etatu Nr 04/569.
Po zakończeniu działań wojennych dywizjon skierowany został do Klecina, a w lipcu 1945 do Jeleniej Góry. W grudniu 1945 jednostka przeformowana została na pokojowy etat Nr 2/4 o stanie 171 żołnierzy, a w marcu 1946 na etat Nr 2/53 o stanie 162 wojskowych. W tym samym roku dywizjon przeniesiony został do garnizonu Kłodzko. W grudniu 1946 pododdział przeformowany został na etat Nr 2/73. Wiosną 1949 jednostka podporządkowana została dowódcy 11 Dywizji Piechoty. Latem tego roku w Bolesławcu na bazie 13 i 14 dappanc sformowany został 92 pułk artylerii przeciwpancernej.

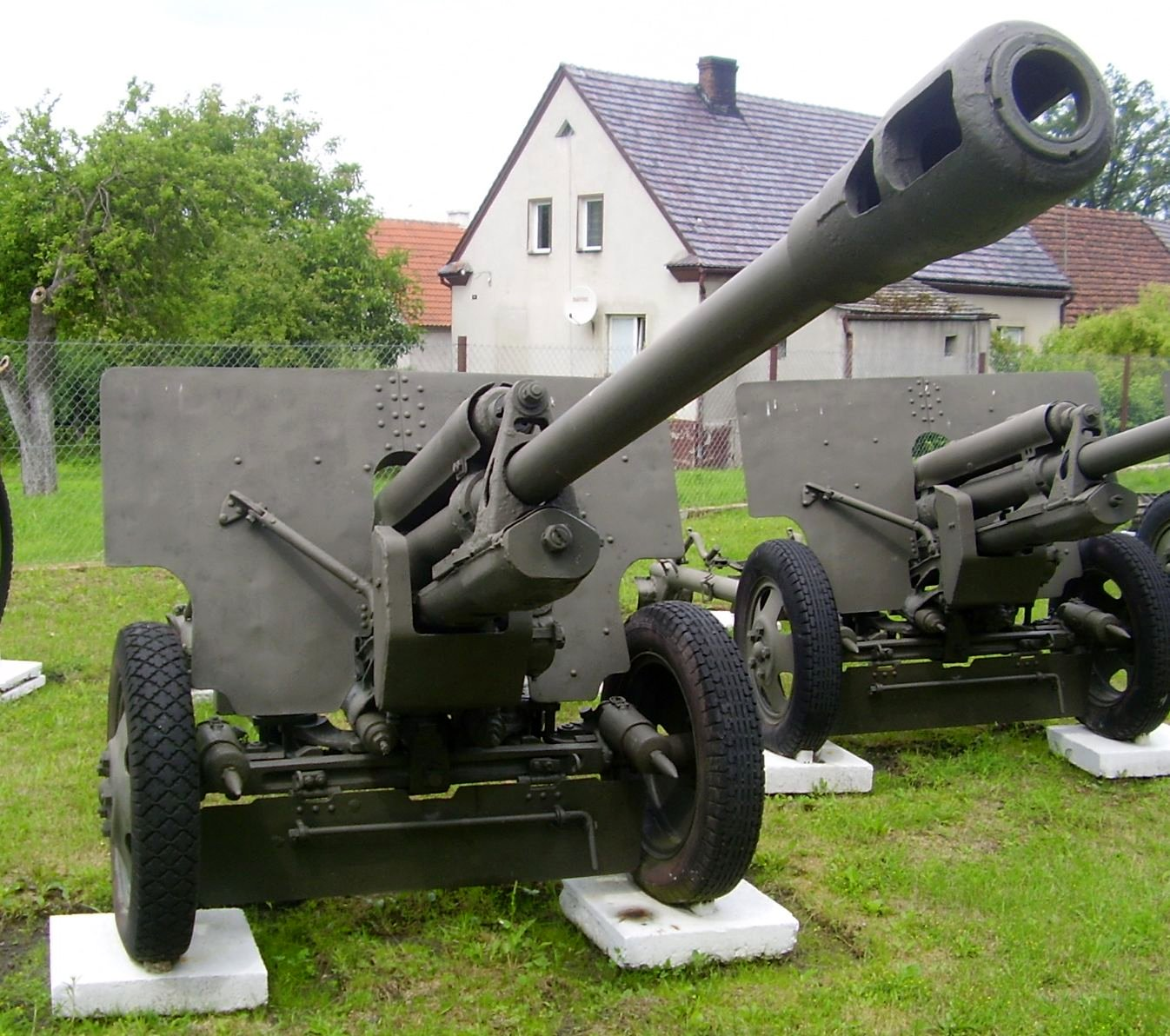
76 mm armata wz. 1942 (ZiS-3)

## Struktura organizacyjna
Dowództwo i sztab
- pluton dowodzenia
- trzy baterie armat przeciwpancernych
  - dwa plutony ogniowe po 2 działony

Razem według etatu 2/79 w 1949: 164 żołnierzy i 12 armat 76 mm ZiS-3

## Dowódcy dywizjonu
- mjr Bielawski[4]